# 斜源镇
斜源镇，是中华人民共和国四川省成都市大邑县曾经下辖的一个镇。2019年12月，撤消斜源镇，原斜源镇盘石村所属行政区域划归新场镇管辖。将原斜源镇太平社区、三元场村、六坪村、江源村、大鹏村所属行政区域划归䢺江镇管辖。

## 行政区划
斜源镇撤销前下辖以下地区：
太平社区、六坪村、盘石村、大鹏村、三元场村和江源村。